# Manseng noir

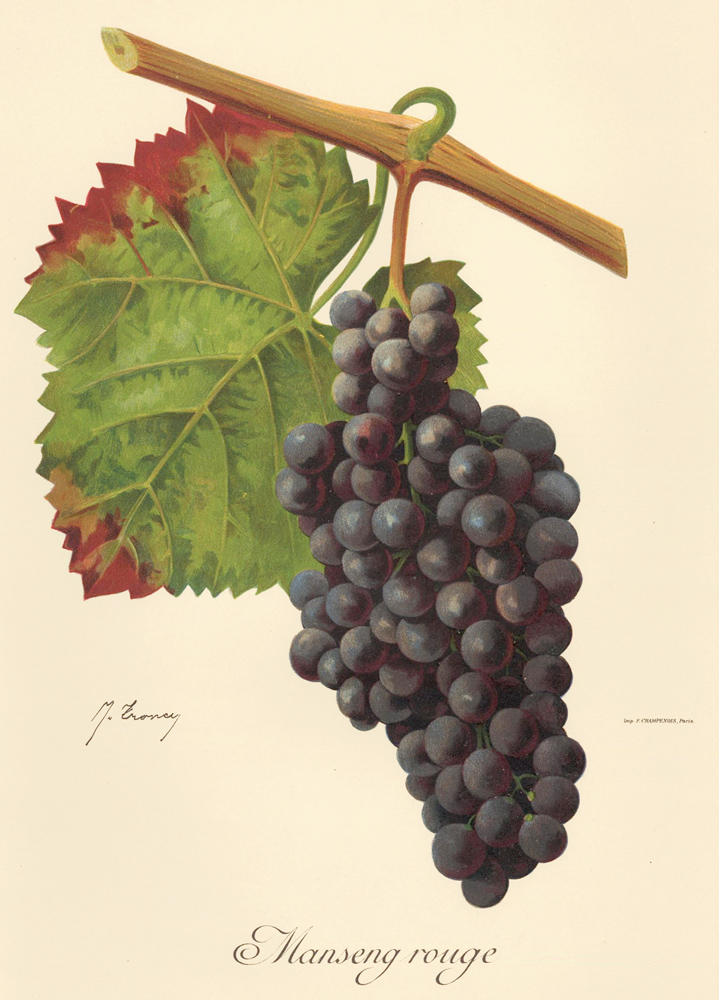
Ilustración de la variedad de uva Manseng rouge por Jules Troncy en el libro "Ampélographie

Manseng noir es una variedad de uva para vino de origen vasco francés que se cultiva principalmente en el sur de Francia. Se encuentra incluida dentro de la denominación de origen protegida D.O.P. Béarn, aunque es poco usada. Manseng Noir es de color intenso y tánica.
Como la Pinot noir y la Moscatel, esta uva muta fácilmente y ha generado diversas variedades adicionales comúnmente usadas en la elaboración de vinos, como Petit manseng y Gros manseng.

## Sinónimos
Manseng noir también es conocida por sus sinónimos Arrouya, Courbu rouge, Gros Manzenc, Mancep, Mansenc Gros, Mansenc noir, Manseng rouge, Petit Mansenc y Ferrón.